# 目黒区立中根小学校
目黒区立中根小学校（めぐろくりつなかねしょうがっこう）は東京都目黒区にある公立小学校。
2021年4月現在の児童数は393名。

## 沿革
- 1952年10月1日 開校

## 所在地
目黒区緑が丘一丁目1番1号
- 東急大井町線緑が丘駅より徒歩8分